# Deltochilum elongatum
Deltochilum elongatum är en skalbaggsart som beskrevs av Felsche 1907. Deltochilum elongatum ingår i släktet Deltochilum och familjen bladhorningar. Inga underarter finns listade i Catalogue of Life.